# Гуревич, Павел Семёнович
Па́вел Семёнович Гуре́вич (13 августа 1933, Улан-Удэ, Бурятская АССР, СССР — 18 ноября 2018, Москва, Россия) — советский и российский философ, культуролог и социолог, специалист по философской антропологии, современной западной философии, философии культуры, клинической психологии, психоанализу, трансперсональной психологии. Исследователь нетрадиционных религий и культов. 
Кандидат исторических наук, доктор филологических наук, доктор философских наук, профессор (1991). Профессор Московского государственного университета и Академии народного хозяйства. С 2013 года главный научный сотрудник Института философии РАН.
Практикующий сертифицированный психоаналитик. 

## Биография
Родился в еврейской семье.
Отец Семён Моисеевич Гуревич (1905—1944) — кузнец, погиб в Великую Отечественную войну.
Мать — Ривекка Ануфриевна (1907—1994).
Павел был в семье последним, четвёртым ребёнком.
В школе увлекался журналистикой и театральным искусством. Был создателем радиотеатра в г. Улан-Удэ.
В 1955 году окончил историко-филологический факультет Уральского государственного университета имени А. М. Горького. После его окончания вернулся в Бурятию.
1955—1961 гг. — работал в газете «Правда Бурятии» в качестве литературного сотрудника, затем заведующего отделом информации, члена редакционной коллегии газеты.
1961—1962 гг. — главный редактор художественного вещания Бурятского комитета по радиовещанию и телевидению.
1962—1965 гг. — учился в аспирантуре МГУ имени М. В. Ломоносова на факультете журналистики.
В 1965 году защитил диссертацию на соискание учёной степени кандидата исторических наук по теме «Средства массовой коммуникации в отечественной истории культурной революции».
1966—1970 гг. — руководил отделом в Гостелерадио СССР. Затем стал заместителем главного редактора общественно-политического журнала РТ. Позже был заместителем главного редактора научно-методической службы Комитета по радиовещанию и телевидению СССР.
С 1970 года работал в АН СССР в Научном совете по проблемам зарубежных идеологических течений.
В 1978 году защитил диссертацию на соискание учёной степени доктора филологических наук по теме диссертации «Роль американских литературных журналов в массовых идеологических процессах».
С 1984 года работал в Институте философии РАН. С 1991 г. по 1998 г. — руководитель лаборатории «Философская классика и современность», с 1998 г. по 2013 г. — заведующий сектором истории антропологических учений. 
В 1991 году в МПГУ имени В. И. Ленина защитил диссертацию на соискание учёной степени доктора философских наук по теме «Человек как объект социально-философского анализа» с присуждением учёной степени доктора философских наук. 
Был сооснователем и в 1995—1997 ректором Института психоанализа Академии гуманитарных исследований.
1996—1998 гг. — декан факультета психологии Института государственного администрирования.
1998—2000 гг. — декан психоаналитического факультета Московского психолого-социального института.
2001—2010 гг. — заведующий кафедрой психологии и педагогики в МГУТУ.
С 2002 года — директор Института психоанализа и социального управления.
В 2006—2008 гг. — руководитель Лаборатории личностного роста Института гуманитарных исследований (с 2008 г. — Института фундаментальных и прикладных исследований) Московского гуманитарного университета.
В 2009—2013 гг. — заведующий кафедрой психологии Российского государственного торгово-экономического университета.
Читал лекции в РГГУ.
Заведующий клиникой глубинной психологии П. С. Гуревича (Москва).
Автор методики повышения писательского мастерства «Искусство написания философского текста», целью которой является предоставить инструменты для работы над текстом философской статьи, помочь выстроить структуру материала, выявить ресурсы развития философской мысли.
Под научным руководством П. С. Гуревича защитили диссертации более 30 докторантов и аспирантов.

### Членство в научных и общественных организациях
Вице-президент Академии гуманитарных исследований (с 1995), действительный член РАЕН (с 1995), Нью-Йоркской академии наук, Международной академии информатизации, Академии педагогических и социальных наук.
С 1996 года президент Московской межрегиональной психоаналитической ассоциации, один из учредителей и членов бюро Российской психоаналитической ассоциации.
Член президиума Всесоюзной ассоциации трансперсоналистов.
Почётный профессор социологии Калифорнийского университета.

### Участие в научных изданиях
Один из авторов «Атеистического словаря» и словаря «Религии народов современной России».
Главный редактор философско-психоаналитических журналов «Архетип» (с 1995) и «Эдип».
Главный редактор ведущих рецензируемых научных журналов «Философия и культура», «Психология и психотехника» (с 2008), «Филология: научные исследования», «Педагогика и просвещение», заместитель главного редактора рецензируемых научных сетевых изданий «Психолог», «Философская мысль», «Современное образование».
Главный редактор электронного научного журнала Института философии РАН «Философская антропология / Philosophical anthropology».
Член редакционных коллегий научных журналов «Философские науки», «Новые идеи в философии» и «Психоаналитический вестник». Главный редактор издательства Академии гуманитарных исследований.
Под редакцией и с предисловиями П. С. Гуревича вышло около 40 книг философской классики, в том числе философские произведения Н. А. Бердяева, М. Бубера, У. Джеймса, Э. Тоффлера, З. Фрейда, К. Г. Юнга, К. Ясперса и др.
П. С. Гуревич издал 8 томов сочинений Э. Фромма.
В качестве составителя и ответственного редактора П. С. Гуревич подготовил антологии: по философии техники: «Новая технократическая волна на Западе» М.: Прогресс, 1986; по философской антропологии: «Проблема человека в западной философии» (М.: Прогресс, 1988); «Человек: Мыслители прошлого и настоящего о его жизни, смерти и бессмертии. Древний мир — эпоха Просвещения» (М.: Политиздат, 1991); «Человек: Мыслители прошлого и настоящего о его жизни, смерти и бессмертии. XIX век» (М., 1995); «Феномен человека» (М., 1993; 2013); «Это человек: Антология» (М., 1995; 2013); по общим вопросам философии: «Мир философии» (Т.1-2. М., 1991; совм. с В. И. Столяровым), «Массовая психоаналитическая энциклопедия» (М., 1998); «Культурология» (М., 2000); «Философия» (М., 2002), «Эрос. Антология» (М., 2014).
В качестве составителя и научного редактора Гуревич П. С. подготовил первую российскую энциклопедию по психоанализу — «Психоанализ. Популярная энциклопедия» (М.: Олимп, 1998).
Автор статьи "Вольноотпущенник природы" тома 21 "Общество. Экономика и политика" Энциклопедии для детей Аванта+ (М.: 2003).

### Награды
- Медаль им. «Екатерины Великой» за вклад в развитие отечественного образования (МГУТУ) (2007)[6][11].
- Медаль «За вклад в развитие философии» (ИФ РАН) (2014)[6]
- Почётная грамота Университета штата Калифорния за многолетнюю научную и преподавательскую работу, квалифицированную подготовку и проведение программ «Master of Business Administration» в Институте бизнеса и экономики, основанном Российской академией народного хозяйства и государственной службы при Президенте РФ и Университетом штата Калифорния в Ист-Бэй[англ.] в Москве[6].
- Учебное пособие «Психология. Конспект Лекций» П. С. Гуревича — лауреат премии «Признанный лидер. Выбор преподавателей и студентов» в Книжной премии «Золотой фонд» (2014).
- Учебное пособие «Психология. Конспект Лекций» П. С. Гуревича — лауреат премии «Признанный лидер», подтверждающей высокий профессионализм и интерес у образовательного сообщества России в Книжной премии «Золотой фонд» (2015).
- Учебное пособие «Основы философии» П. С. Гуревича — лауреат премии «Признанный лидер — 2016» в Книжной премии «Золотой фонд».
- Учебное пособие «Основы философии» (СПО) П. С. Гуревича — лауреат премии «Признанный лидер — 2017» в Книжной премии «Золотой фонд».

## Научная деятельность
С 1970 по 1984 год П. С. Гуревич занимался массовыми идеологическими процессами западного общества. Выдвинул идею о том, что социальная мифология является феноменом, порождённым выходом народных масс на историческую арену. Установил, что в условиях современного мира пропаганда заменяет собой идеологию, которая может проявляться в различных образах. Получили признание мысли Гуревича о том, что процесс идеологизации постоянно сменяется иным феноменом — реидеологизацией.
Во второй половине 1980-х гг. многие работы посвящены исследованию феномена мистицизма, в которых дано расширенное число признаков, по которым можно определить мистический опыт свойственный всем религиям и отделить его от научного. В то же время Гуревич показал, что мистицизм является неотъемлемой частью человеческой культуры и доказал, что мистика никогда не исчезает, а постоянно присутствует в теле культуры. В книгах и статьях по философии культуры, П. С. Гуревич развил ряд новых идей, таких как форумность культур, то есть их равнопредставленность в человеческом обществе, универсальность совокупного духовного опыта, а также место контркультуры в развитии культуры. Отличие субкультуры от контркультуры, по Гуревичу, состоит в том, что контркультура есть глашатай новой духовности. Им были проведены исследования по составлению таких культурных феноменов, как фундаментализма и модернизма. Показана их внутреннюю связь — элитарного и массового, эзотерического и профанного. П. С. Гуревич нашёл своё определение границ философии культуры, проследил её зарождение и историю.
В работах 1990-х гг. Гуревич рассмотрел семиотическую природу культуры, её символические формы. Гуревич показал также, что философию следует рассматривать не как форму научного знания, а как самостоятельный, особенный способ постижения бытия. Он обосновывает также идею «антропологического поворота» в философии, раскрывает мировоззренческий смысл понятия «природа» и «сущность» человека. Им была представлена философская антропология, как самостоятельная область философского знания, самостоятельное направление в философии и особый метод миропознания, а не просто как междисциплинарная наука. П. С. Гуревич разработал вопрос о типах антропологических учений, о человеческой субъективности, о персоналистической традиции, о модусах человеческого существования.
В работах по социальной психологии Гуревич исследовал взаимоотношения философского и психологического знания, занимался вопросами психологии групп и толпы, феноменом деструктивности. Он внес вклад в разработку райхианской и юнгианской типологии. В книге «Клиническая психология» П. С. Гуревич показал, что шизофрения, маниакально-депрессивный психоз и инволюционная депрессия вообще никак не связаны с органическими повреждениями. Переживание представляется безумным, когда оно выходит за пределы нашего нормального, усредненного, здравого, то есть общепринятого смысла. Однако это совсем не означает, что это чувство не отражает какой-то иной реальности. Значительное место в психологических работах Гуревича занимают проблемы психосексуального развития, психологические особенности людей и способы их приспособления к миру, архетипы коллективного бессознательного.
В постсоветский период П. С. Гуревич предпринял попытку реконструировать историю философской антропологии. Этот замысел нашел отражение в монографии «Философское толкование человека» (М., 2012). Здесь прослежено развитие философского постижения человека от мифологии до постмодерна включительно. Особое внимание уделено образу человека в русской философии. Гуревич показал мировое значение антропологического учения о человеке Н. А. Бердяева. В связи с новейшими дискуссиями, вызванными постмодернистской философией, Гуревич пытается заново определить статус философской антропологии, отразить эту область философского знания как систему понятий. Одновременно он отмечает возникновение и экспансию мизантропологии. В монографии «Философская интерпретация человека» (2013) анализирует спектр антропологических учений, выделяя социальную, культурную, политическую, историческую, религиозную и психоаналитическую антропологии. Гуревич раскрыл феномен деантропологизации человека, проанализировал апофатический проект человека. Проведен сравнительный анализ классической и неклассической антропологии, подвергнуты критическому осмыслению новые проблемы неклассической антропологии («Классическая и неклассическая антропология: сравнительный анализ», 2018). В монографии «Психоанализ личности» (М., 2011) раскрыты приключения разума, природа человеческих страстей, феномен трансценденции. Проблемы психоаналитической антропологии получили отражение в двухтомном исследовании «Психоанализ» (2013). В категориальный аппарат философской антропологии введено понятие «грани человеческого бытия», характеризующие способы человеческого существования, обозначено их отличие от человеческих экзистенциалов («Грани человеческого бытия», 2015). Гуревич уделил также внимание изучению человеческих страстей — эросу, страху, властолюбию, корыстолюбию и т. д.
Индекс Хирша — 26. 

## Личная жизнь
Жена Евгения Антоновна Матутите (1937—2012) — работала музыкальным редактором Гостелерадио.
Дочь Кристина Павловна Матутите (род. 1970) — кандидат философских наук, работала в сфере рекламы, замужем, есть дочь.
Похоронен на Перепечинском кладбище.

## Основные труды
П. С. Гуревич имеет свыше 500 научных работ, в том числе более 20 монографий.
Избранная библиография:
- Гуревич П. С. Классическая и неклассическая антропология: сравнительный анализ. М.: СПб.: Центр гуманитарных инициатив, Петроглиф, 2018. 496 с. (Серия-«Humanitas»).
- Гуревич П. С. Практическая психология для всех: Клинический психоанализ. М.: Канон+ РООИ «Реабилитация», 2017. 448 с.
- Гуревич П. С., Спирова Э. М. Грани человеческого бытия. М.: ИФ РАН, 2016. 173 с.
- Гуревич П. С., Спирова Э. М. Размежевания и тенденции современной философской антропологии. М.: ИФ РАН, 2015. 161 с.
- Гуревич П. С., Спирова Э. М. Идентичность как социальный и антропологический феномен. М.: Канон+ РООИ «Реабилитация», 2015. 368 с. (Гриф ИФ РАН)
- Гуревич П. С. Философская интерпретация человека (К 80-летию проф. П. С. Гуревича). СПб: Петроглиф, 2013. 428 с. (Серия «Humanitas»).
- Гуревич П. С. Философское толкование человека: монография. М.: Центр гуманитарных инициатив, 2012. 472 c.
- Гуревич П. С. Психоанализ личности. М.: Институт общегуманитарных исследований, 2011. 400 с.
- Гуревич П. С. Философское постижение человека: проблемы, тенденции и новые темы философской антропологии / П. С. Гуревич. — Germany, Saarbrucken: LAP LAMBER Academic Publishing, 2011. — 654 с.
- Гуревич П. С. Феноменология бессознательного: личность в психоанализе. Germany, Saarbrucken: LAP LAMBER Academic Publishing, 2011. 650 с.
- Гуревич П. С. Расколотость человеческого бытия. М.: ИФ РАН, 2009. 199 с.

### Учебные пособия
П. С. Гуревич — автор ряда вузовских и школьных учебников, в том числе «Человек. IX класс» (1995, 1997), «Обществознание 10 класс» (2007), «Обществознание 11 класс» (2008), «Основы философии» (2007, 2015), «Философия. Учебник для психологов» (2004), «Религиоведение» (2007, 2014, 2016), «Психология чрезвычайных ситуаций» (2007), «Политическая психология» (2008, 2013), «Философская антропология» (2008), «Психология личности» (2009, 2015), «Психология рекламы: историко-аналитическое и философское содержание» (2009), «Культурология» (2010, 2011, 2016), «Основы философии» (2011), «Культурология» (2011), «Эстетика» (2011, 2016), «Философия для экономистов» (2012), «Философия» (2012), «Этика» (2013, 2016), «Психоанализ в 2-х томах» (2013, 2016), «Практическая психология для всех. Клинический психоанализ» (2013, 2017), «Введение в профессию (психология)» (2015), «Психология и педагогика» (2016), «Социология и психология рекламы» (2016), «Философская антропология: в 2 т.» (2017) и др.
Среди последних:
- Гуревич П. С. Основы философии: учебное пособие. 4-е изд., стер. М.: КНОРУС, 2017. 478 с. (Гриф Минобразования и науки РФ)
- Гуревич П. С. Психология: учебник. М.: КНОРУС, 2017. 440 с.
- Гуревич П. С. Культурология: учебник. 5-е изд., перераб. и доп. М.: КНОРУС, 2017. 448 с. (Гриф Минобразования и науки РФ)
- Гуревич П. С. История философии: учебник для акад. бакалавриата. М.: Юрайт, 2017. 162 с.
- Гуревич П. С., Филатов О. К. Философия и история образования. От Античности до эпохи Просвещения: учеб. пособие для акад. бакалавриата. 2-е изд., испр. и доп. М.: Юрайт, 2017. 363 с.
- Гуревич П. С., Филатов О. К. Педагогическая антропология. История развития: учеб. пособие для акад. бакалавриата. 2-е изд., испр. и доп. М.: Юрайт, 2017. 308 с.
- Гуревич П. С. Философская антропология: в 2 т. Т. 1: учебник для акад. бакалавриата. 3-е изд., испр. и доп. М.: Юрайт, 2017. 401 с.
- Гуревич П. С. Философская антропология: в 2 т. Т. 2: учебник для акад. бакалавриата. 3-е изд., испр. и доп. М.: Юрайт, 2017. 209 с.
- Гуревич П. С. Психоанализ. Т. 1. Фрейдизм и неофрейдизм: учебник для магистров. 2-е изд., перераб. и доп. М.: Юрайт, 2016. 531 с. (Бакалавр и магистр. Академический курс).
- Гуревич П. С. Психоанализ. Т. 2. Современная глубинная психология: учебник для магистров. 2-е изд., перераб. и доп. М.: Юрайт, 2016. 564 с. (Бакалавр и магистр. Академический курс).
- Гуревич П. С. Политическая психология: учебник для бакалавров. 2-е изд. М.: Юрайт, 2016. 565 с.
- Гуревич П. С. Психология: Конспект лекций. М.: КНОРУС, 2015. 208 с.
- Гуревич П. С. Психология: Учеб. 2-е изд. М.: ИНФРА-М, 2015. 332 с.
- Гуревич П. С. Психология личности: Учеб. 2-е изд. М.: ИНФРА-М, 2015. 479 с.
- Гуревич П. С. Основы философии: Учебн. пособие. 3-ое изд., стер. М.: КНОРУС, 2015. 480 с. (Гриф Министерства образования и науки РФ)
- Гуревич П. С. Введение в профессию (психология): Учебник. М.: ИНФРА-М, 2015. 415 с.